# Con quién viajas
Con quién viajas es una película española cómica de 2021 dirigida por Hugo Martín Cuervo y protagonizada por Salva Reina, Ana Polvorosa, Pol Monen y Andrea Duro.

## Sinopsis
Cuatro desconocidos quedan en el centro de Madrid para ir en coche a Cieza, Murcia, gracias a una aplicación de viajes compartidos. Durante el trayecto, los pasajeros charlan sobre aspectos de su vida para romper el hielo. Todo fluye con normalidad, pero el conductor parece ocultar algo y se comporta de forma extraña. El viaje resultará muy surrealista y más divertido de lo que esperaban.

## Reparto
- Salva Reina como Julián
- Ana Polvorosa como Ana
- Andrea Duro como Elisa
- Pol Monen como Miguel

## Estreno
La película participó y se preestrenó en el Festival de Málaga Cine en Español, optando a la Biznaga de Oro. En mayo se anuncia la fecha de lanzamiento de la película en cines, el 10 de septiembre de 2021.

## Producción

### Rodaje
El rodaje de la película duró un total de 10 días y tuvo lugar en junio de 2020.

## Premios y nominaciones
| Premio                                    | Categoría                          | Receptor(es)     | Resultado |
| ----------------------------------------- | ---------------------------------- | ---------------- | --------- |
| Festival de Málaga Cine en Español (2021) | Biznaga de Oro a la Mejor Película | Con quién viajas | Nominada  |